# Ilze Graubiņa
Ilze Graubiņa (8. november 1941 i Riga i Reichskommissariat Ostland – 24. januar 2001 i Riga i Letland) var en lettisk pianist og musikpædagog.
Graubiņa blev født ind i en vidtforgrenet musikalsk slægt og var datter af komponisten Jēkabs Graubiņš. I 1959 blev hun optaget på Moskva Musikkonservatorium, hvor hun studerede under Jakov Flier, for hvem hun også arbejdede som personlig assistent, og hvor hun dimitterede fra i 1965. Allerede under studietiden lykkedes det hende at opnå musikverdenens opmærksomhed. Graubiņa vandt den Internationale Johann Sebastian Bach Konkurrence i 1964 i Leipzig i Østtyskland. Tre år senere udnævntes Graubiņa til lærer ved det nuværende Letlands Musikakademi, hvor hun siden 1986 virkede som professor.